# Bombinhas
Bombinhas là một đô thị thuộc bang Santa Catarina, Brasil. Đô thị này có diện tích 34,489 km², dân số năm 2007 là 12456 người, mật độ 338 người/km².